# H2O - Avventure da sirene
H2O - Avventure da sirene (H2O: Mermaid Adventures) è una serie animata australo-francese del 2015, liberamente tratta dalla serie televisiva H2O. La serie è composta da 26 episodi: i primi 13 sono stati pubblicati su Netflix il 22 maggio 2015, mentre i restanti il 15 luglio successivo.
In televisione viene trasmessa in prima visione su Rai Gulp dal 20 aprile al 20 maggio 2018.

## Trama
Cleo, Rikki ed Emma sono tre adolescenti che vivono a Dolphin City. Una notte, durante un'escursione sull'isola di Mako insieme all'amico Lewis, finiscono in una pozza d'acqua sotterranea e, illuminate dalla luce della Luna piena, si trasformano in sirene, acquisendo contestualmente dei poteri magici.

## Personaggi

### Personaggi principali
Cleo Sertori
Doppiata da: Sonja Ball (ed. originale), Tiziana Martello (ed. italiana)
Una ragazza timida e permalosa interessata alla biologia marina. Lavora come volontaria al Centro Oceanico, mentre sogna di diventare veterinaria di animali marini. Cleo vive la trasformazione sia come una cosa fantastica, sia come una punizione che non ha meritato. Dopo essere diventata una sirena, acquisisce il potere di dare forma all'acqua. Il suo elemento è l'acqua. Ha una sorella minore molto pestifera, Kim.
Rikki Chadwick
Doppiata da: Holly Fraunkel (ed. originale), Katia Sorrentino (ed. italiana)
La ribelle del gruppo, ama il ciclismo e gli sport estremi, e si lancia nelle cose senza pensare ai rischi che potrebbe correre. Vive insieme a suo padre, mentre sua madre è morta quando era piccola. Dopo essere diventata una sirena, acquisisce il potere di far evaporare l'acqua o comunque trasformarla in fuoco. Il suo elemento è il fuoco.
Emma Gilbert
Doppiata da: Eleanor Noble (ed. originale), Martina Felli (ed. italiana)
È la più responsabile e ragionevole del trio. Logica, matura e perfezionista, ama fare bene le cose; affidabile e meticolosa, a volte è talmente ossessionata da ciò che sta facendo che dimentica gli altri. Le piacciono gli sport ed è una campionessa di nuoto, ma deve abbandonarlo a causa della trasformazione. Dopo essere diventata una sirena, acquisisce il potere di congelare l'acqua. Il suo elemento è il ghiaccio. Ha un fratello minore, Elliott.
Lewis McCartney
Doppiato da: Daniel Brochu (ed. originale), Simone Lupinacci (ed. italiana)
Amico di Rikki, Cleo ed Emma, delle quali custodisce il segreto, è un appassionato di tecnologia e ha una cotta per Cleo. Aiuta le ragazze nelle loro avventure. Il suo sogno è diventare inventore.
Bernie
Doppiato da: Bruce Dinsmore (ed. originale), Claudio Moneta (ed. italiana)
Un granchio eremita salvato da Cleo nel primo episodio. Dopo la trasformazione delle ragazze in sirene, riescono a comunicare con lui e Bernie inizia a chiedere regolarmente aiuto quando ci sono problemi nell'oceano. Siccome ha perso la sua conchiglia, usa come guscio una macchinina giocattolo.

### Personaggi secondari
Zane Bennett
Un bullo disinvolto e sicuro di sé. Suo padre Harrison è un imprenditore di successo a Dolphin City, e Zane vorrebbe dimostrargli di non dover contare su di lui economicamente. Zane ha una cotta per Rikki, della quale gli piace lo spirito indipendente.
Miriam Kent
La figlia viziata del sindaco di Dolphin City, ottiene sempre ciò che vuole e non ama che qualcuno si metta in mezzo. Finisce spesso nei guai.
Byron
Un surfista per cui Emma ha una cotta.

### Animali
Murray
È una murena, e il capo della Banda dei Vandali.
Danny
È un polpo balbuziente, membro della Banda dei Vandali.
Burke
È uno squalo martello un po' tonto, membro della Banda dei Vandali.
Zita
Doppiata da: Lorella De Luca (ed. italiana)
È un'anguilla pettegola.
Carlotta
È una medusa che ama cantare opere liriche.
Teddy
Doppiato da: Serena Clerici (ed. italiana)
È una tartaruga.
Sue
È una manta molto saggia.
Robby e Bobby
Sono due maschi di stenella gemelli molto vanitosi, che amano sfidarsi in gare di salto e velocità.

## Episodi
| N° | Titolo originale                | Titolo italiano                | Prima TV italiana |
| -- | ------------------------------- | ------------------------------ | ----------------- |
| 1  | The Secret of Mako Island       | Il segreto di Mako Island      | 20 aprile 2018    |
| 2  | Caught in the Net               | Nella rete                     | 22 aprile 2018    |
| 3  | The White Mermaid               | La sirena bianca               | 23 aprile 2018    |
| 4  | A Stormy Party                  | Una festa burrascosa           | 24 aprile 2018    |
| 5  | Mako Island Hotel               | Mako Island Hotel              | 25 aprile 2018    |
| 6  | The Mysterious Seaweed          | L'alga misteriosa              | 26 aprile 2018    |
| 7  | It's in the Bag!                | Pericolo plastica!             | 27 aprile 2018    |
| 8  | Dolphin City Triangle           | Il Triangolo di Dolphin City   | 29 aprile 2018    |
| 9  | Poseidon's Daughter             | La figlia di Poseidone         | 30 aprile 2018    |
| 10 | Dolphin City Mascot             | La mascotte di Dolphin City    | 1 maggio 2018     |
| 11 | Bad Waves                       | Onde pericolose                | 2 maggio 2018     |
| 12 | Jaws-ache!                      | Uno squalo nella baia          | 3 maggio 2018     |
| 13 | The Lost Ring                   | L'anello perduto               | 4 maggio 2018     |
| 14 | Reported Missing                | Pesci dispersi                 | 6 maggio 2018     |
| 15 | Memory Lapse                    | Amnesia                        | 7 maggio 2018     |
| 16 | Valentine's Day                 | San Valentino                  | 8 maggio 2018     |
| 17 | Kidnapped!                      | Ladri di gioielli              | 9 maggio 2018     |
| 18 | A Strange Phenomenon            | Strano fenomeno                | 10 maggio 2018    |
| 19 | Handle with Care                | Uova di tartaruga              | 11 maggio 2018    |
| 20 | The Return of the White Mermaid | Il ritorno della sirena bianca | 13 maggio 2018    |
| 21 | Three Days Underwater           | Tre giorni in acqua            | 14 maggio 2018    |
| 22 | Robot Duel                      | Concorso universitario         | 15 maggio 2018    |
| 23 | The Creature from the Bay       | La creatura della baia         | 16 maggio 2018    |
| 24 | Underwater Takeover             | Colpo di Stato nella baia      | 17 maggio 2018    |
| 25 | Imminent Danger                 | Pericolo imminente             | 18 maggio 2018    |
| 26 | Trapped                         | In trappola                    | 20 maggio 2018    |